# Santa María, Ocuilan
Santa María, även Tlacutapa, är en ort i kommunen Ocuilan i delstaten Mexiko i Mexiko. Samhället hade 329 invånare vid folkräkningen år 2020.